# Phil Laude

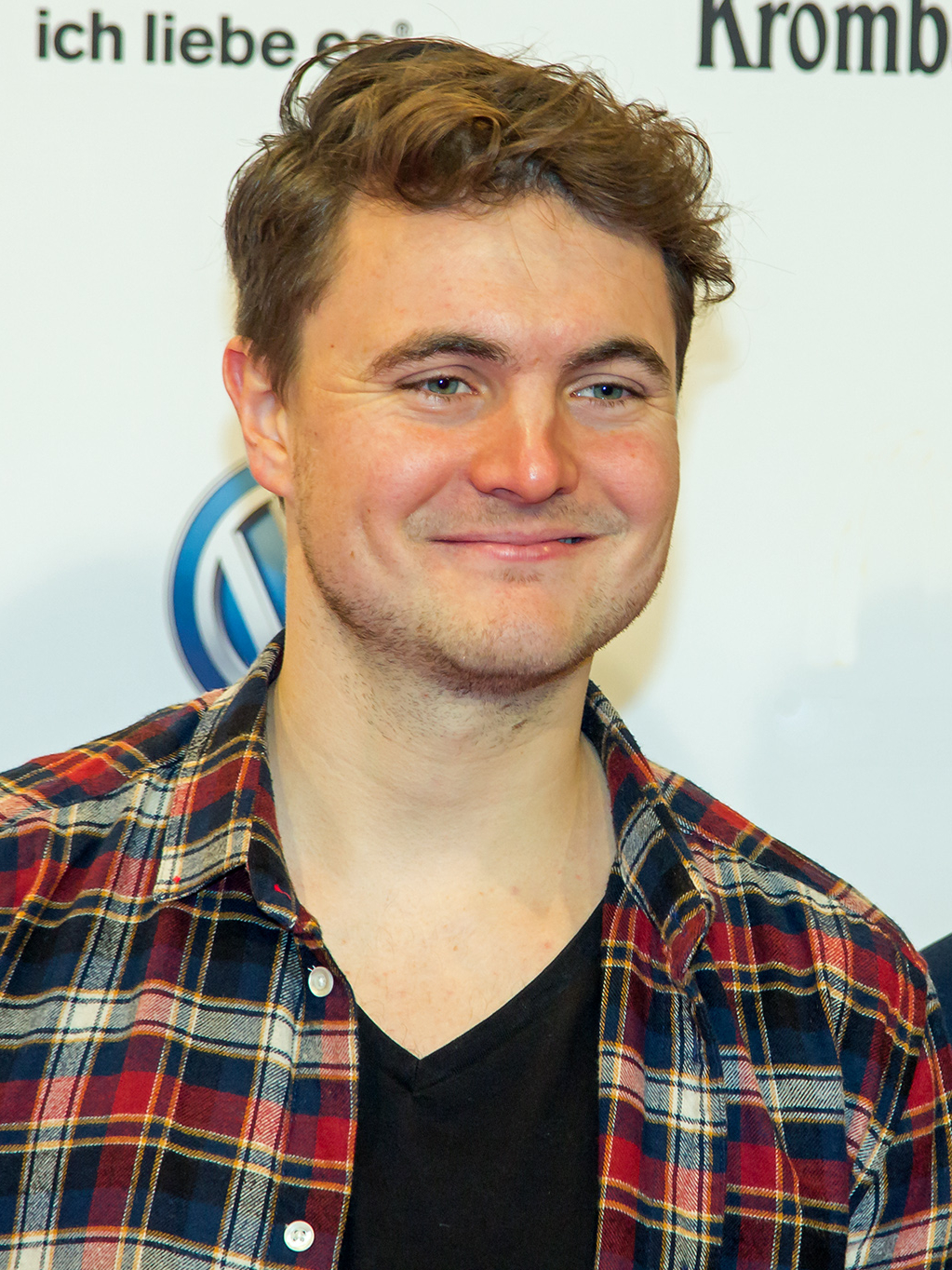
Phil Laude bij de 1 Live Krone 2014

Philipp "Phil" Laude (geboren 29 juni 1990 in Kappeln) is een Duits-Oostenrijkse komiek, webvideo-producer, acteur en zanger. Hij werd bekend als lid van het komische trio Y-Titty.

## Biografie

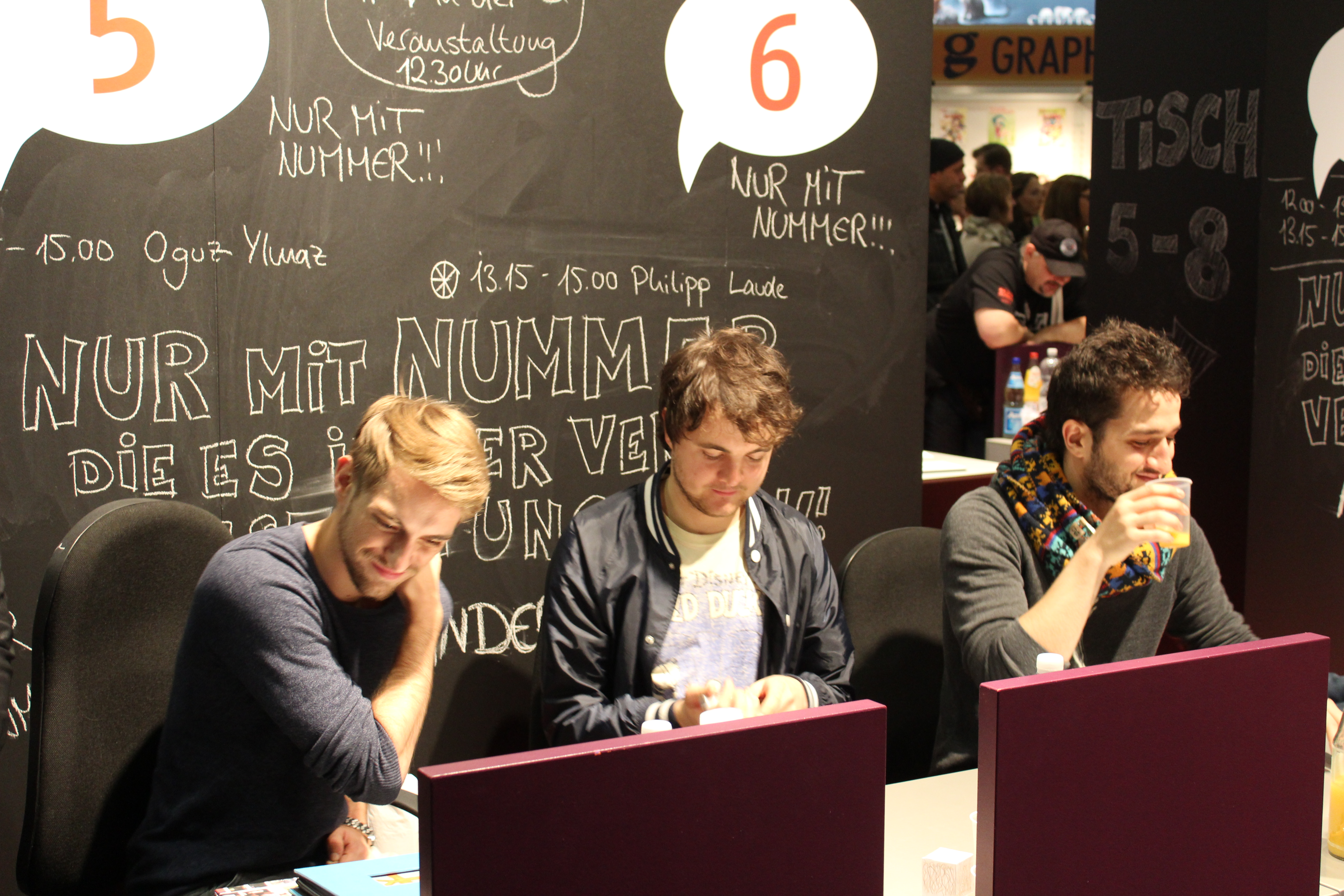
Laude (midden) met Matthias Roll (links) en Oğuz Yılmaz (rechts) als onderdeel van Y-Titty (2013)

Laude groeide op in Hilpoltstein en ging naar het Hilpoltstein gymnasium. Hij was een van de oprichters van het meervoudig bekroonde komische trio Y-Titty en, na de ontbinding in december 2015, speelde hij de rol van "Urs" in de film Bibi en Tina 3 - Jongens tegen de meiden. Op de soundtrack van de film zong hij de liedjes Sie reden ja eh en Mädchen gegen Jungs. Het album bereikte nummer 1 in de Duitse albumcharts.
Laude publiceerde zogenaamde Facebook-sketches, waarin hij leunde op de humor van Y-Titty. Begin mei 2015 startte hij zijn eigen YouTube-kanaal onder de naam Phil Laude en sinds januari 2017 plaatst hij daar regelmatig video's. Zijn kanaal heeft momenteel meer dan 900.000 abonnees en meer dan 200 miljoen videoweergaven (vanaf februari 2021). Van 18 oktober 2017 tot 3 september 2018 maakte het kanaal deel uit van de Duitse online mediadienst Funk. Deze samenwerking is op 17 maart 2019 hervat. Ondertussen was DiggiTales GmbH verantwoordelijk.
Nadat zijn vriendin in juli 2018 overleed aan een hersenbloeding, trok Laude zich voor een paar maanden terug uit het publiek.
Onder het pseudoniem Yung Larry bracht hij verschillende nummers uit met producer, zanger en komiek Pesh Ramin. Hiermee publiceert hij sinds november 2019 eenmaal per week de podcast Deep und Dumm (aanvankelijk Mahlzeit).
Laude probeert zijn hand als stand-upcomedian sinds 2017 en trad sindsdien op bij NightWash, het hr Comedy Festival, Stand Up 3000 op de Duitse tv-zender Comedy Central, Comedy Splash en de MDR Comedy Roast Show. Hij schrijft zelf zijn teksten voor de respectievelijke uitvoeringen en zijn shows Comedy im Keller en Comedy Studio Berlin, die hij modereert, zijn te zien in Berlijn en Keulen.

## Filmografie
- 2014: Break In (regisseur: CJ Santos)
- 2015: Kartoffelsalat – Nicht fragen! (regisseur: Michael David Pate)
- 2016: Bibi & Tina 3: Mädchen gegen Jungs (regisseur: Detlev Buck)
- 2016: Auf Augenhöhe (regisseur: Joachim Dollhopf en Evi Goldbrunner)
- 2017: #OMG (webserie)
- 2018: Einstein - Optik (tv-serie, aflevering 2 × 01)
- 2018: Wishlist - Ich hab's doch gewusst (webserie, aflevering 2 × 08)
- 2018: FREAKS (webserie)[6]
- 2018: Neuland (webshow)
- 2019: TKKG
- 2019: SOKO Stuttgart - Hopp & Ex
- 2019: Väter allein zu Haus: Mark
- 2020: Kartoffelsalat 3  – Das Musical (regisseur: Michael David Pate)
- 2020: Unsere wunderbaren Jahre[7]
- sinds 2021: Almania (televisieserie, hoofdrol: Frank Stimpel)
- 2021: Queens of Comedy
- 2021: Sweat